# Phareprogrammet
Phareprogrammet, eller enbart Phare, var ett föranslutningsstöd för de medlemsstater som anslöt sig till Europeiska unionen mellan 2004 och 2013. Stödet inrättades 1989 och syftade till att hjälpa de anslutande staterna med att anpassa och stärka deras offentliga förvaltningar och organ till unionens krav. Målet var att de skulle kunna genomföra unionsrätten fullt ut samt stödja investeringar inom områdena näringsliv, sociala åtgärder och infrastruktur. Det är ett så kallat föranslutningsstöd och bildades 1989. Phareprogrammet ersattes, liksom övriga föranslutningsstöd, av Instrumentet för stöd inför anslutningen (IPA) den 1 januari 2007.